# Königliche Münze am Steintor
Die Königliche Münze am Steintor, auch Königliche Münze an der Langen Laube in Hannover genannt, war eine zur Zeit des Königreichs Hannover errichtete Villa, in der ab der Mitte des 19. Jahrhunderts Münzen und Medaillen hergestellt wurden. Standort war das Gelände am Steintor zwischen der Straße Lange Laube und Goethestraße, die heutige Münzstraße.

## Geschichte

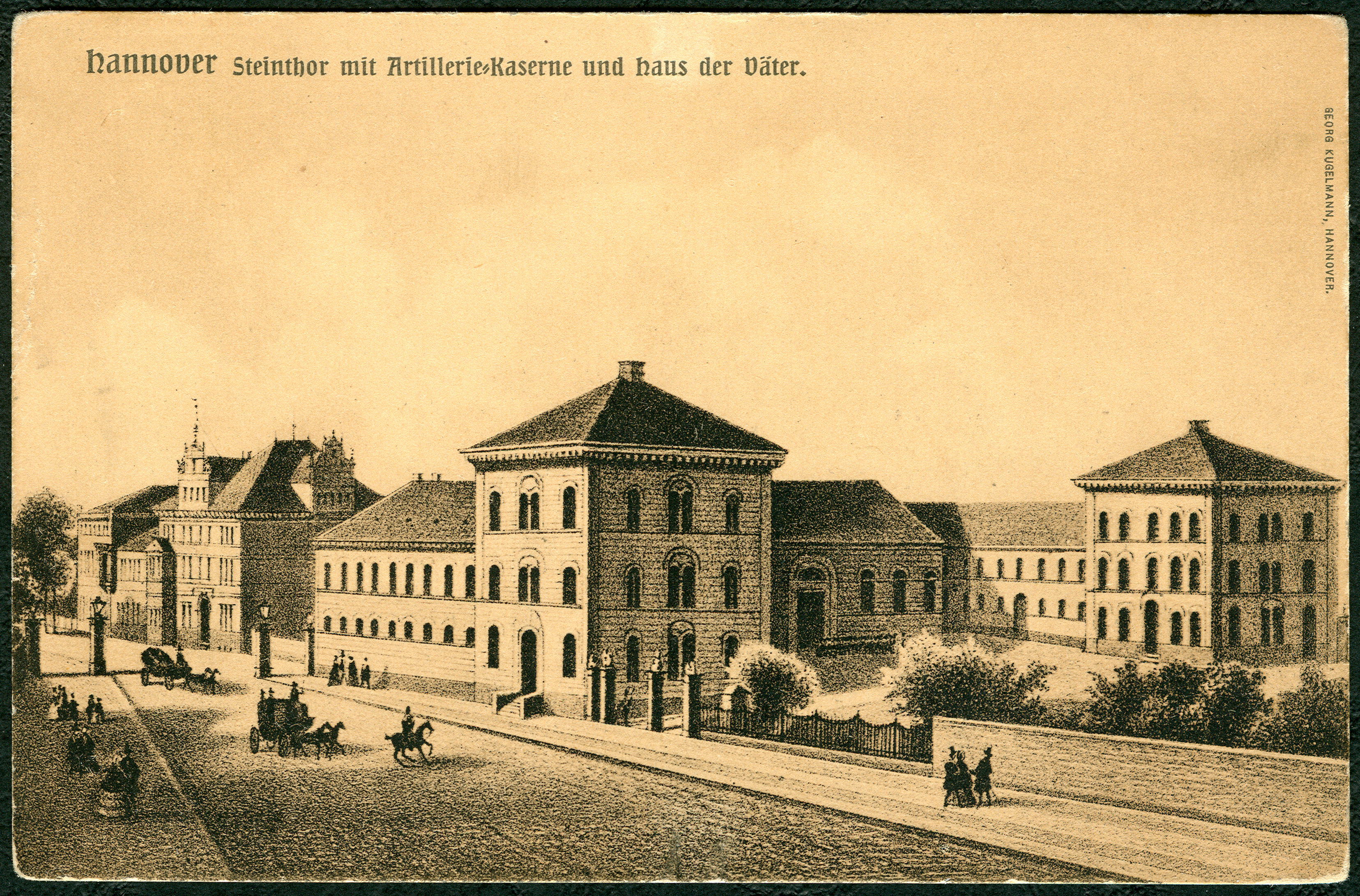
Um 1850: Blick durch die Georgstraße auf die Artilleriekaserne am Steintor; links ist das Steintor zu sehen, neben dem sich die Königliche Münze befand;
Ansichtskarte (um 1900) nach einer Lithographie

1817 erwarb der Berghauptmann und spätere Kabinettsminister Franz von Meding ein Grundstück namens „Vorort 1“. Es lag gegenüber dem Gebäude der ehemaligen Geschütz-Gießerei, die nach den Befreiungskriegen um 1813 nach Stade verlegt worden war und deren Gebäude als spätere Artilleriekaserne am Steintor für die ehemalige King’s German Legion zum Aufbau einer nun Königlichen Hannoverschen Armee umgenutzt werden konnte. Unmittelbar zwischen der ehemaligen „Stückgießerei“ und dem sogenannten „von Medingschen Besitztum“ unter der damaligen Adresse Lange Laube 27 (später: Hausnummer 28) stand damals ein kleines Wachhäuschen für die Torwache mit zwei größeren steinernen Torpfosten davor, die bis um das Jahr 1820 abends noch mit Gittertoren abgeschlossen wurden.
Hier nun, in dem von Medingschen Garten am Beginn der Georgstraße, ließ sich Franz von Meding bis 1819 von dem Architekten Georg Ludwig Friedrich Laves ein eigenes Wohngebäude im Stil des Klassizismus errichten.

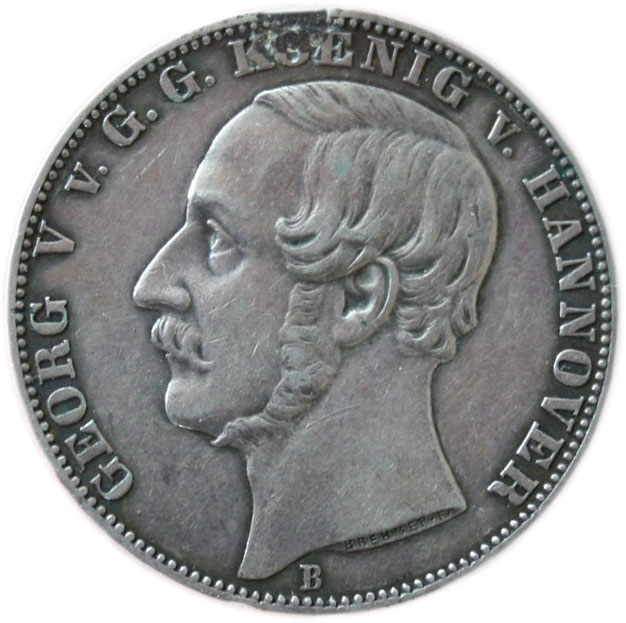
Silberner Taler des Königreichs Hannover von 1865 mit dem Porträt von König Georg V., der Signatur „BREHMER F.“ am Halsabschnitt und dem Münzmeisterzeichen B für den Münzmeister Theodor Wilhelm Brüel

Gut drei Jahrzehnte später, nachdem der Kabinettsminister von Meding 1851 gestorben war, kaufte die königliche Landesregierung den Erben die Villa und das Grundstück ab, um dort eine neue Hannoversche Münzstätte einzurichten. Denn mittlerweile war das noch zur Zeit des Kurfürstentums um 1750 am Mühlenplatz errichtete Münzgebäude zu eng geworden und entsprach nicht mehr dem neuesten technischen Stand, vor allem, nachdem 1848 die Münze Clausthal mit der hannoverschen Münze vereinigt worden war. So wurde das von Medingsche Wohnhaus am Steintor zum neuen Sitz der Münzverwaltung, mit einer Dienstwohnung für den königlichen Münzmeister in der Ersten Etage. Für die eigentliche Herstellung von Münzen wurde im Garten der Villa ein weiteres, zweiflügeliges Gebäude nach den technischen Erfordernissen errichtet.
In der Königlichen Münze am Steintor stach und prägte nun der Medailleur Friedrich Brehmer seine qualitätvollen Münzen und Medaillen, in Zusammenarbeit mit dem königlichen Münzmeister Theodor Wilhelm Brüel,.
Auch nach der Schlacht bei Langensalza und der Annexion des Staates Hannover durch das Königreich Preußen arbeitete hier die nun Königlich Preußische Münze bis 1878 weiter. Dann wurde die Münze geschlossen, die Gebäude abgebrochen und eine Straße über das Grundstück angelegt, die zur Erinnerung 1879 Münzstraße benannt wurde.